# Челюсткин, Александр Борисович
Александр Борисович Челюсткин (1913—1976) — советский специалист по автоматизации металлургического производства.

## Биография
Происходил из старинного дворянского рода. Свою родословную Александр Борисович проследил до 1547 года.
После окончания Новочеркасского индустриального института работал на Таганрогском заводе (1934—1936) и на ММК имени И. В. Сталина (1936—1946).
В 1943—1945 годах в командировке в США.
В 1946—1956 начальник отдела ЦЛА треста «Энергочермет».
В 1956—1976 годах работал в ИПУ: младший научный сотрудник, старший научный сотрудник, зав. лабораторией № 18, заместитель директора Института.
Доктор технических наук, профессор МИСиС. Автор и соавтор 10 книг, 25 изобретений.

## Награды и премии
- Сталинская премия второй степени (1948) — за разработку и осуществление схемы комплексной автоматизации прокатного стана, обеспечившей значительное повышение его производительности и снижение брака проката
- орден «Знак Почёта»
- медали